# Metacatharsius exiguus
Metacatharsius exiguus là một loài bọ cánh cứng trong họ Bọ hung (Scarabaeidae).